# Front national (années 1930)
Pour les articles homonymes, voir Front national, Front national ouvrier paysan et FN.
Le Front national était une organisation de type confédéral fondée en mai 1934, dont l’objectif était le rapprochement des ligues nationalistes françaises.
Le nom a été repris à partir de 1941 par un des principaux mouvements de la Résistance française, de sensibilité communiste, le Front national de lutte pour la liberté et l’indépendance de la France ou Front national.

## La naissance du Front national
La fondation du Front national est à placer dans le contexte qui a suivi la crise du 6 février 1934 : les ligues s’organisent tandis que les partis de gauche tendent à se rapprocher face au « danger fasciste » et forment un « Front commun », qui va devenir le Front populaire. Des personnalités appellent à l'union des forces « nationales » contre celles de gauche, comme François Le Grix, directeur de La Revue hebdomadaire. Le maréchal Hubert Lyautey, partisan de l'union des nationaux, rencontre les chefs des ligues. Une réunion commune a lieu à Paris en mars, salle Wagram, avec les Jeunesses patriotes (JP) de Pierre Taittinger - qui dès janvier 1933 appelait à former un « Front national » contre les gauches -, la Solidarité française du commandant Jean Renaud, les Camelots du roi de l'Action française, des Bonapartistes, la Ligue des contribuables.
Le 7 mai 1934, les JP et la Solidarité française prennent l'initiative de fonder un comité de liaison, ouvert à d'autres groupements désireux d'y adhérer. Le quotidien L’Ami du peuple, financé par François Coty, président de la Solidarité française, répercute l'annonce et annonce la formation du Front national. Il s'agit de contribuer à l’entente de toutes les formations « nationales » afin de lutter contre les forces de la « Révolution » et du « Front commun » (le futur Front populaire).
La Solidarité française participe pour la première fois au défilé parisien de la fête de Jeanne d'Arc en mai 1934, aux côtés des JP et d'autres groupements. De grandes réunions communes, avec parfois des parlementaires, sont organisées en province : à Lille avec Jean Ybarnégaray fin mai 1934, à Saintes, avec Taittinger, Jean Renaud, les députés Philippe Henriot et Georges Scapini en juillet 1934. Scapini et Henriot prennent part d'ailleurs aux réunions du comité de liaison du Front national en 1934.

## Composantes et structures du Front national

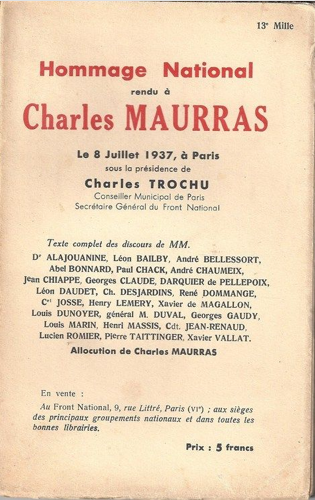
Publication du Front national en 1937

Outre les JP et la Solidarité française, d'autres groupements adhèrent au Front national comme l’Association des blessés et victimes du 6 février 1934. L’Action française est seulement associée et non adhérente tant par sa propre volonté que de celle des autres composantes qui souhaitent maintenir une distance entre eux et ce mouvement royaliste. Le Centre de propagande des républicains nationaux (CPRN) d'Henri de Kérillis est un temps proche du Front national, à ses débuts.
Le Front national se dote d’un bureau national. Son principal animateur est le secrétaire général, Charles Trochu, élu conseiller municipal de Paris en mars 1935. Le choix de le porter à la tête du Front national reflète la volonté de ce mouvement d’être un organe de liaison entre les « nationaux » car il entretient des liens avec de nombreux groupements : militant des Jeunesses patriotes depuis 1925 et membre de son comité directeur, il est aussi membre des Camelots du roi de l'AF, des Décorés au péril de leur vie, de Union nationale des combattants (UNC), de l’Appel au peuple (bonapartistes), de l'Association nationale des officiers combattants (ANOC), depuis 1932 et membre de son comité directeur en 1934 - il accède à sa présidence en 1935 après la mort de Jean Ferrandi, conseiller municipal parisien depuis 1932 - et il a présidé une section parisienne des Croix-de-feu d'avril à novembre 1933. Sa première réunion tenue en tant que secrétaire général a lieu en mai 1934 à Montargis (Loiret) ; elle provoque des heurts avec les forces de gauche
Les secrétaires adjoints du Front national sont René Richard, responsable de la propagande des Jeunesses patriotes, et Jacques Fromentin, secrétaire général de la Solidarité française. Henry du Moulin de Labarthète est le trésorier,.
Le Front national ne publie son manifeste qu'en octobre 1934. Il s'oppose au Front commun, au « personnel politique discrédité », à « l'Etat maçonnique, défaitiste, corrompu », réclame « un gouvernement fort, stable et responsable », un système socio-économique corporatiste, le respect de la famille et de la propriété privée, l'enseignement du patriotisme à l'école, le renvoi des fonctionnaires « qui militent contre la France », l'abolition des monopoles et l'interdiction de la fabrication d'armes de guerre par l'industrie privée, une justice indépendante, le châtiment des policiers et magistrats indignes, la défense du territoire français, vitupère « la finance internationale ».
Il est signé par les associations adhérentes. Les JP et la Solidarité française. D'autres petits groupements politiques ou civiques : Centre d'action et de documentation contre le marxisme agraire du docteur Henri Martin, Centre de défense et d'action nationale contre l'école maçonnique (L'Alerte, d'Émile Bergeron, cadre des JP et du CPRN), Club de l'Effort, fondé par l'ANOC en 1934 et présidé par Jean Ferrandi puis par Paul Chack, Fédération des contribuables de la Seine, Forces nouvelles (groupement alsacien, qui a adhéré en juin, représenté par le jeune avocat Pierre Pflimlin), Ligue de l'appel au peuple (bonapartistes) du général Koechlin-Schwartz, Phalanges universitaires de France (JP), Ordre et bon sens. Des groupements d'anciens combattants et/ou d'officiers : Association des membres de la Légion d'honneur décorés au péril de leur vie du colonel Josse, Association nationale des officiers combattants (ANOC), Groupement des officiers mutilés, Ligue des chefs de section du colonel Fournier, Société des officiers de complément de France, Union nationale des anciens combattants coloniaux, présidée par le lieutenant-colonel Jean Ferrandi.
Charles Maurras se réjouit de ce manifeste et affirme que si l'AF ne peut « mettre le commandement de (ses) forces à la disposition d'une fédération d'autres groupements », du fait notamment de ses convictions monarchistes, les membres de l'AF sont pour autant toujours « prêts à toutes les alliances sur des points précis, à toutes les coopérations sur des actions précises ».
Des réunions politiques et des défilés ont rassemblé à Paris les dirigeants des associations adhérentes, aux côtés parfois de parlementaires comme Alfred Oberkirch ou le pasteur Édouard Soulier , président d'honneur des JP. Les militants des JP et de la Solidarité française assurent un service d'ordre commun à de nombreuses réunions, à Paris, en banlieue et en province, et se heurtent parfois aux militants de gauche.
En juillet 1936, le Front national revendique l'adhésion des associations suivantes : L'Alerte, l'Alliance nationale de l'Ouest (ANO) du Breton Eugène Delahaye, l'Appel au peuple, l'Association Cheynier de Noblens (anciens combattants de la Solidarité française), l'Association des membres de la Légion d'honneur décorés au péril de leur vie, l'Association nationale des officiers combattants, l'Association nationale des camarades de combat, l'Association Raymond Rossignol (anciens combattants des JP), l'Association des travailleurs anticollectivistes, le Centre d'action et de documentation contre le marxisme agraire, le Centre d'action et de résistance nationale, le Club de l'Effort, le Comité de propagande pour les corporations, Forces nouvelles, Groupement du 6 février, Ligue des chefs de section, Ordre et bon sens, Parti républicain national et social (ex-JP), Rassemblement populaire français (ex-Solidarité française), Société des officiers de complément. Et se déclare proche de l'association Marius Plateau (anciens combattants d'AF).
En province, sur un plan local, des initiatives du Front national ont pu rassembler au-delà des organisations adhérentes puisque des membres des Croix de Feu y ont participé. Les liens sont parfois antérieurs à mai 1934, comme en Lorraine. C'est le cas aussi de membres de la Fédération républicaine (comme dans le Rhône en 1936).

## Le Front national: entre action de liaison des ligues et lieu de rivalités

### Objectifs initiaux
Si l’objectif officiel de la fondation du Front national est celui de rassembler les ligues et de coordonner leurs actions face aux forces de gauche, il convient de voir en lui la volonté qu’il soit l’instrument de visibilité extérieure pour la Solidarité française et les Jeunesses patriotes qui sont par ailleurs confrontées à la concurrence des Croix-de-feu sur le terrain du militantisme (cette dernière comme le Francisme de Marcel Bucard refuseront de s’associer à toutes les initiatives du Front national, même si La Rocque ne sera pas toujours obéi jusqu'en 1935).
Par ailleurs, le Front national est conçu comme un moyen d’unir le plus de militants par une propagande uniquement axée sur la dénonciation de la nocivité des gauches.

### Une propagande négative
La propagande du Front national est constituée par l’organisation de nombreuses réunions, dont le nombre en province est important. Le point culminant est la campagne antisanctionniste organisée dans la prévision de la discussion à l’Assemblée du projet de dissolution des « ligues factieuses » avec le meeting à la Salle Wagram (Paris) en octobre 1935. Il s'agissait de dénoncer les sanctions éventuelles de la Société des Nations contre l'Italie fasciste, qui venait d'envahir en 1935 l’Éthiopie, État africain indépendant, membre de la SDN, et de militer pour la neutralité de la France, afin d'éviter son entrée en guerre. Présidé par Trochu, le meeting voit la participation d'un orateur de la Solidarité française, Georges Cormont, de dirigeants des JP (Taittinger, Roger de Saivre, Bergeron), de royalistes d'AF (Léon Daudet, Maxime Real del Sarte, Binet-Valmer), de Xavier de Magallon, de Darquier de Pellepoix et d'Italiens dont le prince Ruffo, président de la fédération de France des anciens combattants italiens.
En mai 1936, le quotidien communiste L'Humanité publie des extraits d'un compte rendu sténographique d'une réunion des chefs du Front national portant sur la guerre d'Éthiopie ; ils s'interrogent sur les moyens qu'ils peuvent utiliser pour combattre les sanctions contre l'Italie et appuyer le président du conseil Pierre Laval, hostile à ces sanctions. La réunion est présidée par le général Paul Lavigne-Delville. Y participent Taittinger, Jean Renaud, Trochu, Georges Calzant, Fromentin, Richard, Darquier de Pellepoix,.
L’autre aspect de la propagande est lié à la volonté de faire pression, tant vis-à-vis du pouvoir et de la gauche par l’organisation de manifestations de rue (notamment contre des projets législatifs) que vis-à-vis des parlementaires des droites républicaines. Ainsi, le Front national envoie une lettre aux membres des droites de la Commission parlementaire sur le 6 février 1934 présidée par le centriste Laurent Bonnevay exigeant leurs démissions afin de protester contre ses « conclusions partiales ». L’initiative d’intimidation porte ses fruits puisque 13 membres de la Commission démissionnent en juillet. Dans la même perspective, le Front national envoie à l’ensemble des députés (sauf à ceux se situant à la gauche du parti radical-socialiste) une lettre leur demandant de se positionner face à la franc-maçonnerie.

### Les désaccords au sein du Front national: vers sa marginalisation

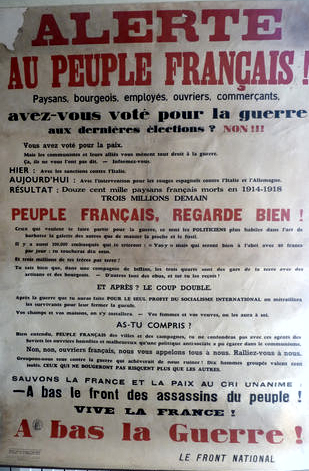
Affiche signée Front national indiquant qu'il était opposé à l'entrée en guerre

L’action du Front national est vite paralysée par l’opposition entre l’Action française et ses alliés, ces derniers réfutant des initiatives jugées trop activistes. Ainsi, le Front national n’organisera pas de manifestation de rue lors de l’intronisation de Pierre Laval à la tête de la présidence du Conseil pour ne pas gêner l’action de ce dernier. De même, par le fait de ses divisions internes, l’Association des blessés et victimes du 6 février 1934 que préside Louis Darquier de Pellepoix ne pourra défiler place de la concorde en janvier 1935 faute de l’appui logistique du Front national.
Plus profondément, les organisations membres du Front national sont méfiantes envers les initiatives impulsées par l’Action française par la peur du noyautage, par l’opposition d’un Pierre Taittinger à des actions trop antiparlementaires - fondateur des Jeunesses patriotes, Pierre Taittinger n’en est pas moins un parlementaire, membre du groupe de la Fédération républicaine - et par la crainte d’un durcissement du pouvoir notamment par le biais d’une législation hostile aux Ligues.
L’action du Front national se réduit après les législatives de 1936 pour se diluer face à l’intense recomposition des droites qui caractérise les dernières années de la Troisième République, marquée par la dissolution des ligues et l’éclosion du Parti social français (PSF, ex Croix-de-feu), du Parti populaire français (PPF) et du Parti républicain national et social (PRNS, ex JP) ainsi que par une autre tentative de regroupement des « nationaux », le Front de la liberté en mai 1937. Le Front national aura cependant une existence virtuelle jusqu’à l'époque où il s'oppose à la décision d'entrée en guerre de la France, vers 1940.